# Jonas Eika

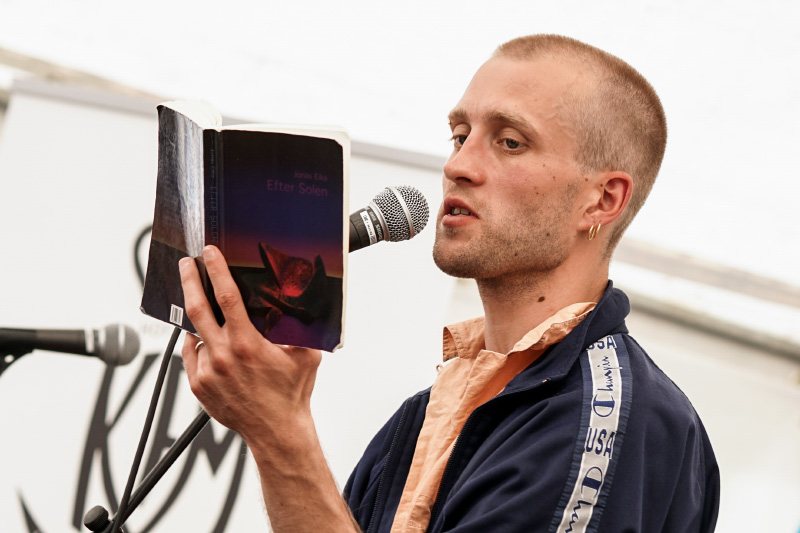
Jonas Eika (2019)

Jonas Eika Rasmussen (* 1991 in Aarhus) ist ein dänischer Schriftsteller.

## Leben und Werk
Jonas Eika besuchte die renommierte Autorenschule (Forfatterskolen) in Kopenhagen. Er debütierte 2015 mit dem Roman Lageret Huset Marie (Das Lager, das Haus, Marie), für den er mit dem Bodil og Jørgen Munch-Christensens Kulturlegat ausgezeichnet wurde.
2018 erschien Eikas zweites Buch Efter solen (Nach der Sonne), ein Band mit fünf längeren, stark rhythmisch ausgearbeiteten Erzählungen, die unter anderem in London, Bukarest, Nevada und Mexiko angesiedelt sind. Mehrere der Texte lehnen sich auf eigenwillige Weise an das Science-Fiction-Genre an und üben eine fundamentale Kapitalismuskritik. Für die Publikation wurde ihm 2019 als bis dahin jüngstem Autor überhaupt der prestigereiche Literaturpreis des Nordischen Rates zuerkannt. Die Jury hob Eikas „globale Perspektive, seine sinnliche und bildhafte Sprache und seine Fähigkeit [hervor], den politischen Herausforderungen der Gegenwart zu begegnen, ohne dass man sich in eine bestimmte Richtung dirigiert sieht.“
In einer breit rezipierten Dankesrede nach Verleihung des Literaturpreises des Nordischen Rates griff Eika die im Saal anwesende dänische Ministerpräsidentin Mette Frederiksen mit scharfen Worten an und kritisierte Dänemark für seinen „staatlichen Rassismus“.
Die englischsprachige Ausgabe von Efter solen (After the Sun) wurde 2022 für den International Booker Prize (Longlist) nominiert.

## Auszeichnungen
- Bodil og Jørgen Munch-Christensens Kulturlegat, 2016 (Lageret Huset Marie)
- Montanas Litteraturpris, 2018 (Efter solen)
- Michael Strunge Prisen, 2018 (Efter solen)
- Den Svære To'er (etwa: Das schwierige zweite Buch), 2018 (Efter solen)
- Blixenprisen, 2019 (Efter Solen)
- Literaturpreis des Nordischen Rates, 2019 (Efter Solen)

## Werke
- Lageret Huset Marie. Lindhardt og Ringhof, København 2015. ISBN 978-87-11-46065-8.
- Efter solen. Forlaget Basilisk, København 2018. ISBN 978-87-93077-44-7.
  - Deutsche Ausgabe: Nach der Sonne. Erzählungen. Aus dem Dänischen von Ursel Allenstein. Hanser Berlin, München 2020. ISBN 978-3-446-26782-4.